# Secondo Polazzo
Secondo Polazzo (Padova, 8 agosto 1892 – Padova, 17 febbraio 1954) è stato un funzionario italiano, commissario prefettizio di Padova nel periodo della Repubblica Sociale Italiana.

## Biografia
Squadrista, segretario della sezione padovana del partito dal giugno 1921, apparteneva alla fraglia dissidente del partito, contraria al patto di pacificazione e opposta ai fascisti agrari. Questa linea gli costò l'espulsione dal PNF. Il suo è il tipico caso di "fascista della prima ora" che, dopo un periodo di lontananza, fu richiamato alla vita pubblica con l'ascesa della Repubblica Sociale Italiana.
Tuttavia, prima di essere nominato commissario prefettizio, Polazzo era sfollato a Conselve dove aveva conosciuto alcuni membri del CLN locale e ne aveva sposato la causa. Quando i fascisti gli proposero l'incarico era riluttante ad accettare, ma fu convinto proprio dai partigiani che lo consideravano un alleato a pieno titolo. Così, il 9 ottobre 1943, divenne commissario del Comune di Padova e segretario federale del PFR della Provincia.
Durante il suo mandato mantenne continui contatti con i partigiani del capoluogo e dei dintorni, agevolandoli per quanto gli fosse possibile. Esemplare la nomina dell'ingegnere Antonio Lenarduzzi a direttore dei lavori di fortificazione che i tedeschi portavano avanti in zona, così che potesse riferirne agli Alleati.
Non nascose invece la sua contrarietà ad ogni forma di violenza, fatto che gli procurò attriti con esponenti nazifascisti, fino alle minacce. Fu proprio questo suo atteggiamento a costringerlo alle dimissioni: aveva condannato con un manifesto pubblico l'uccisione dei partigiani Silvio Barbato ed Enrico Zanella, assassinati a Ponte di Brenta l'11 giugno 1944. Convocato a Toscolano Maderno, dove aveva sede il Ministero dell'Interno repubblichino, fu aspramente redarguito e il 24 giugno fu sostituito da Federico Formisano.
Dopo gli eventi bellici fu arrestato e processato dalla Corte d'assise straordinaria di Padova per collaborazionismo, ma venne pienamente assolto grazie alle testimonianze degli antifascisti che aveva appoggiato.